# تشري (فاروج)
تشري (مقاطعة فاروج) (بالفارسية: چری) هي مستوطنة تقع في قسم فاروج الريفي في إيران. يقدر عدد سكانها بـ 2,090 نسمة .